# 第四代
《第四代》又名《第4代》是香港亞洲電視在1985年製作的60集時裝長篇劇集，監製是徐小明及阮惠源。劇集首播於1985年6月10日，以豪門故事貫穿全劇，主演有劉雪華、秦祥林、伍衛國、余安安、江漢、曾偉權、麥翠嫻、吳回等人，其中劉雪華、秦祥林、伍衛國、余安安都是以部頭合約形式與亞洲電視合作。

## 主要演員
- 伍衛國 飾 何兆祖
- 余安安 飾 何倩碧
- 秦祥林 飾 鍾宏達
- 劉雪華 飾 謝惠貞
- 曾偉權 飾 施穎聰
- 麥翠嫻 飾 鍾韻冰
- 徐寶鳳 飾 胡麗芬
- 李嘉玲 飾 施穎佳
- 冼煥貞 飾 鍾韻雪
- 梁舜燕 飾 蕭映霞
- 江漢 飾 何展輝
- 江圖 飾 黃百堂
- 楊家安 飾 謝百豪
- 吳回 飾 施樂坤
- 熊德誠 飾 趙志堅
- 鄭恕峰 飾 許重發
- 鮑漢琳 飾 鍾世基
- 徐二牛 飾 鍾世業
- 黎宣 飾 陸婉芳
- 歐陽莎菲 飾 李麗
- 阮令濤 飾 李忠誠
- 陳亮 飾 胡偉平
- 斑斑 飾 Janet

## 外部連結
- 《第四代》-笑看風雲的日志